# Trachythorax sexpunctatus
Trachythorax sexpunctatus är en insektsart som först beskrevs av Tokuichi Shiraki 1911.  Trachythorax sexpunctatus ingår i släktet Trachythorax och familjen Diapheromeridae. Inga underarter finns listade i Catalogue of Life.